# KFK
KFK — бесплатная утилита, которая является инструментом для разделения файлов любых размеров на части. Программа работает под управлением операционной системы Windows.

## Описание
KFK предоставляет пользователям возможность разделения файлов на части, может пригодиться в тех случаях, когда на каком-либо носителе информации (дискета, жёсткий диск и прочие) недостаточно места. Разбитые на части файлы не требуют наличия установленной на другом компьютере программы KFK для того, чтобы вновь собрать их в один единый.
Ко всему прочему, утилита оснащена многоязычной поддережкой и полностью поддерживает Unicode для работы с разнообразными именами, написанными на других языках.

## Возможности
- Дружественный и простой в использовании интерфейс.
- Многозадачное разделение файлов. KFK способен в определённый момент времени выполнить сразу несколько операций над элементами данных.
- Интеграция в оболочку Microsoft Windows.
- Поддержка Unicode для работы с любыми символами в мире.
- Запись CD/DVD (только с установленным CopyToDVD).
- Интернациональная поддержка.
- Drag-and-drop.
- Разделение файлов по фиксированному размеру, к примеру, по 64/128/256 mb для USB и по 650/700 mb для CD/DVD.
- Поддержка разбивки файлов для дискет.